# Barbro Jönsson (konstnär)
Barbro Gertrud Elisabet Jönsson, född 16 oktober 1935 i Halmstad, är en svensk målare och  skulptör.
Barbro Jönsson utbildade sig på Skånska målarskolan i Malmö 1954 och Konstfack 1955–1960. Hon hade sin första separatutställning på Halmstads stadsgalleri 1975.

## Offentliga verk i urval
- i början av 1990-talet, målningar på  fasader på småhus i Sofieberg i Halmstad
- 2009 Skulpturer  på Vallås äldreboende, Halmstad (tillsammans med Jan Åberg):
  - Antiken, glas och metall, norra innergården vid västra huset
  - Medeltiden, glas och metall, norra innergården vid östra huset
  - Renässansen, glas och metall, södra innergården vid östra huset
  - Romantiken, glas och metall, södra innergården vid västra huset